# Pavona chiriquiensis
Pavona chiriquiensis is een rifkoralensoort uit de familie van de Agariciidae. De wetenschappelijke naam van de soort is voor het eerst geldig gepubliceerd in 2001 door Glyn, Mate & Stemann.